# Wappachgraben
Der Wappachgraben ist ein etwa 6,4 km langer rechter Zufluss der Moder im Département Bas-Rhin der französischen Region Grand Est.

## Geographie

### Verlauf
Der Wappachgraben entspringt in den Nordvogesen am Ostrand von Bouxwiller  auf einer Höhe von etwa 225 m. Er fließt zunächst in nordöstlicher Richtung durch Kleingärten, wendet sich dann mehr ostwärts und unterquert die D 17. Sein Lauf führt jetzt durch Felder und Wiesen. Er kreuzt die D 91 und wird kurz darauf auf seiner rechten Seite von dem aus dem Duntzenbruch kommenden Weidbach gespeist. Er richtet nun seinen Lauf wieder mehr nach Nordosten, unterquert zuerst die D 735, anschließend die Bahngleise und die D 919, und mündet schließlich östlich von Obermodern auf einer Höhe von 172 m in die Moder.

### Einzugsgebiet
Das Einzugsgebiet des Wappachgrabens ist 13,9 km² groß und besteht zu 35,40 % aus landwirtschaftliches Gebiet, zu 59,14 % aus Waldflächen und zu 5,35 % aus bebauten Flächen.